# Akira Sone
Akira Sone (japonès: 素根 輝)  (Kurume, Japó, 9 de juliol de 2000) és una judoka japonesa que competeix en la categoria de pes pesat (actualment +78 Kg). Ha participat en 1 Olimpíada, guanyant la medalla d'or en la prova individual de +78 Kg i la medalla de plata en la prova d'equips mixt, en els Jocs Olímpics de Tòquio 2020. Fou la primera medalla d'or per una japonesa en aquesta categoria, des que ho va aconseguir Maki Tsukada en els Jocs Olímpics d'Atenes 2004. A més també ha guanyat 2 medalles d'or en els Campionats del Món i 1 medalla d'or en els Campionats d'Àsia.

## Trajectòria professional
| Jocs Olímpics     | Jocs Olímpics | Jocs Olímpics | Jocs Olímpics |
| Any               | Seu           | Posició       | Categoria     |
| ----------------- | ------------- | ------------- | ------------- |
| 2020              | Tòquio        | 1             | +78 Kg        |
| 2020              | Tòquio        | 2             | Equips mixt   |
| 2024              | París         |               |               |
| 2024              | París         |               |               |
| Campionat del Món |               |               |               |
| 2019              | Tòquio        | 1             | +78 Kg        |
| 2023              | Doha          | 1             | +78 Kg        |
| Campionat d'Àsia  |               |               |               |
| 2022              | Astanà        | 1             | +78 Kg        |
| 2024              | Hong Kong     | 7a posició    | +78 Kg        |